# CE Payerne
CE Payerne – szwajcarski klub szachowy z siedzibą w Payerne.

## Historia
Klub został założony 3 lutego 1941 roku z inicjatywy Richarda Waltera. W 1979 roku dołączył do Schweizerischer Schachverein. W 1994 roku otwarto juniorską sekcję. W sezonie 2010/2011 klub awansował do 1. Regionalligi. W 2012 roku Payerne zajęło drugie miejsce w 1. Regionallidze, rok później – trzecie, a w 2014 roku – ponownie drugie. W sezonie 2014/2015 klub awansował do 2. Bundesligi. W 2017 roku drużyna była trzecia w 2. Bundeslidze, a dwa lata później uzyskała awans do Bundesligi. W sezonie 2019/2020 klub zajął czwarte miejsce w Bundeslidze. W latach 2022–2023 uzyskano szóstą pozycję. Sezon 2023/2024 klub zakończył na trzecim miejscu w lidze.